# Левитский, Дмитрий Григорьевич
Дмитрий Григорьевич Левитский (Левицкий) (1818, Москва — 23 октября (4 ноября) 1856, Москва) — русский богослов, профессор Московской духовной академии.

## Биография
Родился в Москве в 1818 году — сын московского священника, магистра богословия, преподавателя Московской духовной академии и Императорского московского университета, Григория Александровича Левитского.
Окончил Московскую духовную семинарию (1838) и Московскую духовную академию (1842) — 2-м магистром по первому разряду выпускников XIII курса. В должности бакалавра начал преподавать в академии греческий язык в сентябре 1842 года. В ноябре 1843 года получил степень магистра и в 1844 году стал преподавать в философском классе.
В 1850 году по поручению Духовно-учебного управления участвовал в разработке программ для преподавания логики и психологии в университетах; составленная им программа по психологии была признана «более прочих заслуживающей одобрения по ясности изложения, полноте содержания и систематической последовательности».
В 1854 году был рукоположен в священника с причислением к московскому Вознесенскому девичьему монастырю; 15 ноября 1854 года «Левицкий поехал в Москву для посвящения в священника, но предварительно окрестился в Келарском пруде — провалился под лёд с женой и маленьким сыном».
Жена Левитского — дочь известного московского протоиерея Мартына Леонтьевича Ловцова, её сестра была замужем за ректором Московской духовной академии Сергеем Константиновичем Смирновым.
С сентября 1855 года — экстраординарный профессор Московской духовной академии по кафедре опытной психологии и нравственной философии.
«5 июля [1856 г.] поехал на ревизию в Тулу, где схватил простуду ног, 25 сентября уехал в клинику из посада и не встал. Умер в день рождения 39 лет, а погребен в день ангела». По сведениям архиепископа Леонида причиной смерти послужило заражение гнойной инфекцией от лечившихся в той же клинике «севастопольских больных».
В Московском некрополе указано, что он умер 23 октября (4 ноября) 1856 года. Похоронен на Дорогомиловском кладбище в Москве.

## Сочинения
В число его сочинений входят «Рассуждение о поведении первенствующих христиан в отношении к язычникам» (М., 1842); «Премудрость и благость Божия в судьбах мира и человека» (М., 1855; 1858; 3-е изд. — 1885).
Также в «Прибавлениях к творениям святых отцев» были опубликованы ещё два труда: «Попечительность св. Иоанна Златоуста о распространении евангелия» (ч. XI) и «Объяснение евангелия, читаемого в Пасху» (ч. IX).
Архиепископ Филарет (Гумилевский) отнёс сочинение «Премудрость и благость Божия в судьбах мира и человека», в первый раз опубликованное в «Прибавлениях к творениям святых отцев», к разряду «здравой философии», соединяющей «начала ума с наблюдениями опыта, с познаниями природы и истории человеческой». «…Эта умная и прекрасно написанная книга» должна была, по мнению архиепископа, иметь своей аудиторией любознательную молодёжь.